# Artur Quintana i Font
Artur Quintana i Font (Barcelona, 1936) és un filòleg català, membre de la Secció filològica de l'Institut d'Estudis Catalans, del Consello d'a Fabla Aragonesa, membre d'honor de l'Acadèmia Aragonesa de la Llengua i president d'Iniciativa Cultural de la Franja.
Estudià romanística i germanística a Barcelona i Colònia. Fou lector de català i castellà a Cardiff i Friburg de Brisgòvia. Es doctorà Barcelona amb una tesi doctoral sobre el parlar de la Codonyera. Ha publicat un bon nombre d'articles sobre l'aragonès, l'alemany i l'occità, també ha fet algunes traduccions de l'alemany.
D'entre els seus articles destaquen: "El aragonés residual del bajo valle del Mezquín" (1976), "El lèxic de la Codonyera" (1977), "La poesia d'Hèctor B. Moret" (1998), "La literatura aragonesa en catalán" (1990), "Dos projectes per recollir la literatura popular catalana a la Franja" (1993), "Encara més capcirs: els parlars orientals de Sarró (Baixa Ribagorça Occidental)" (1993), "Chenesis y desembolicamiento de l'aragonés común" (1999), "Bellas considerazions sobre ro prozeso de normatibizazión de l'aragonés" (2002), "Manuscrits del Consell de les Paüls (1637-1667)" (2005), "Les llengües de la documentació de l'Arxiu del Consell de les Paüls d'Isàvena del 1546 al 1667" (2007), "La lengua catalana en el Bajo Aragón" (2008), "L'aportació dels romanistes alemanys als estudis de lingüística contrastiva del català amb altres llengües" (2009) o "A fabla de Sercué en a formazión de l'aragonés común" (2009).
Està casat amb Sigrid Schmidt. Amb ella té dos fills junts i quatre nets. La seva família viu a Alemanya. El seu fill és advocat a Stralsund.